# Disfenocingul
| Disfenocingul         | Disfenocingul                |
| --------------------- | ---------------------------- |
|                       |                              |
| Vrsta                 | Johnsonovo telo J89-J90-J91  |
| Stranske ploskve      | 4+2x8 trikotnikov 4 kvadrati |
| Oglišča               | 16                           |
| Robovi                | 38                           |
| Konfiguracija oglišča | 4(32.42) 4(35) 8(34.4)       |
| Grupa simetrije       | D2d                          |
| Dualni polieder       | -                            |
| Lastnosti             | konveksen                    |
| Slika oglišč          |                              |

Disfenocingul je eno izmed Johnsonovih teles (J90). Je eno izmed osnovnih Johnsonovih teles, ki ga ne moremo dobiti s postopkom "odreži in prilepi" (cut and paste) katerega izmed platonskih ali arhimedskih teles.
V letu 1966 je Norman Johnson (rojen 1930) opisal in imenoval 92 Johnsonovih teles.